# Сензација
Сензација (из латинског sensus ‚емоција‘, разум‘ i sentire осећати осећањима, осетити) означава упадљив и необичан догађај.
Комуницирањем путем различитих канала, тај догађај може брзо бити доступан великом броју људи. 
Кроз информационо друштво и преплављеност информацијама, праг од којег се догађај претвара у сензацију постао је веома висок. 

## Повезани чланци
- информација
- новинарство
- медији